# Liebeschaos
Liebeschaos (internationaler Titel: Main Tera Hero; Hindi मैं तेरा हीरो) ist eine indische Filmkomödie des Regisseurs David Dhawan aus dem Jahr 2014 mit Varun Dhawan in der Hauptrolle.

## Handlung
Der Film beginnt, als Sreenath Prasad, auch Seenu (Varun Dhawan) genannt, die Tochter seines Professors während ihrer Hochzeit entführt. Er will sie erst zurückgegeben, wenn er die Collegeprüfung besteht. Sein Vater lernt daraus, dass sein Sohn ein Idiot ist. Seenu ist sauer auf seinen Vater und geht nach Bangalore, um seinen Abschluss zu machen und seinem Vater zu beweisen, dass er kein Idiot ist. Während der Zugfahrt rettet er ein paar Mädchen vor Schlägern. 
In Bangalore geht Seenu ins College. Diesmal versucht er, ein Mädchen namens Sunaina (Ileana D’Cruz) vor dem korrupten Polizisten Angad (Arunoday Singh), der sie zwingt ihn zu heiraten, sonst verhaftet er ihren Vater, weil er seinen Partner Peter angeschossen hat. Angad erfährt, dass Seenu mit Sunaina flirtet und fordert ihn auf, in die Turnhalle zu kommen. Sie machen eine Wette, dass Sunaina sich in weniger als drei Tagen in Seenu verliebt. Sunaina und Seenu verlieben sich, als Seenu für sie Palat-Tera Hero Idhar Hai singt. Angad findet dieses raus und arrangiert einen Deal mit dem größten asiatischen don Vikrant Singhal (Anupam Kher), weil seine Tochter Ayesha (Nargis Fakhri) im selben Zug war, als Seenu die Mädchen gerettet hat und ist nun unsterblich in Seenu verliebt. Vikrant ist unter der Kontrolle seiner Tochter, weil er sie sehr liebt. Er entführt Sunaina, damit Seenu kommt und sie rettet. 
Vikrant zwingt Seenu, Ayesha zu heiraten, aber als Seenu erfährt, dass Vikrant sehr reich ist, ist er sofort damit einverstanden Ayesha zu heiraten. Seenu will jedoch nicht sofort heiraten. Er will Ayesha erst einmal besser kennenlernen und dann erst heiraten. Sie haben zehn Tage Zeit. Nun leben Angad, Seenu, Sunaina und Ayesha im selben Haus für zehn Tage. In derselben Nacht geht er in Sunainas Zimmer und erklärt ihr, dass sie nicht auf ihn sauer sein soll, denn er tue nur so, als ob er Ayesha liebe, damit er nicht sterbe. In den nächsten zehn Tagen versucht er Ayesha klarzumachen, dass er nicht der richtige ist, sondern dass Angad der richtige sei und versucht zu erreichen, dass Ayesha sich in Angad verliebt, was auch gelingt. Angad und Ayesha heiraten und Seenu und Sunaina können weiterhin glücklich zusammen sein.

## Kritiken
Die Redaktion von Cinema beschreibt den Film als „harmlose[n] Augenschmaus mit viel Musik und Haut“. Sie zieht das Fazit „gefällig-bunter Unterhaltungscocktail“ und vergibt drei von fünf Bewertungspunkten.